# Ramal C3 del Ferrocarril Belgrano
El Ramal C3 pertenece al Ferrocarril General Belgrano, Argentina.

## Ubicación
Se ubica en las provincias de Santiago del Estero y del Chaco.

## Características
Es un ramal de la red de trocha angosta del Ferrocarril General Belgrano, cuya extensión es de 513,6 km entre las cabeceras Añatuya y Puerto Vilelas.

## Servicios
Se encuentra habilitado dos tramos para el tránsito de formaciones de pasajeros: El tramo para el servicio interurbano desde Presidencia Roque Sáenz Peña hasta la localidad de Chorotis con conexión con el Ramal C6 y el servicio metropolitano Resistencia - Cacuí - Puerto Tirol. Estos servicios están a cargo de la empresa estatal Trenes Argentinos Operaciones.

## Imágenes

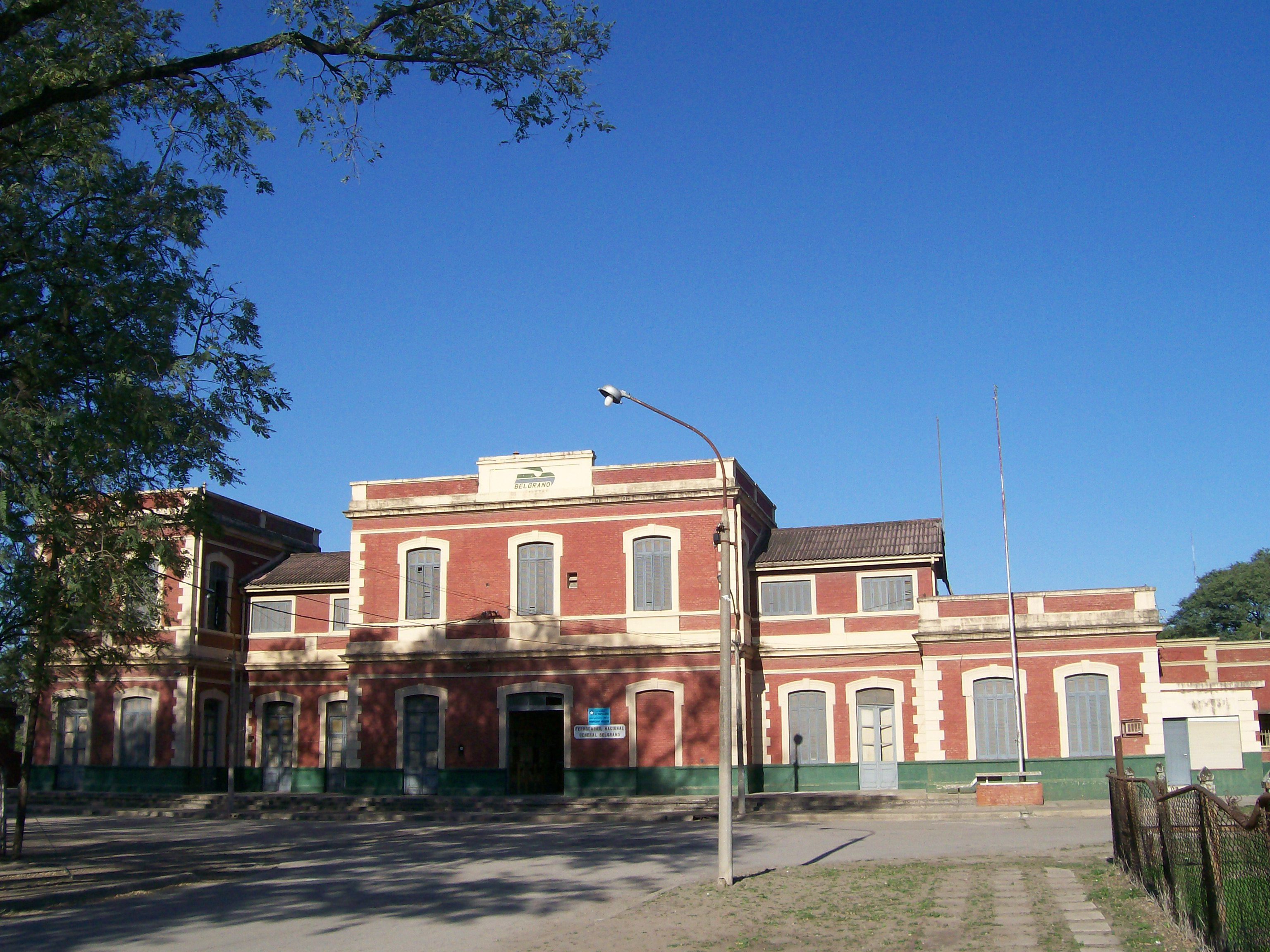
Estación Resistencia
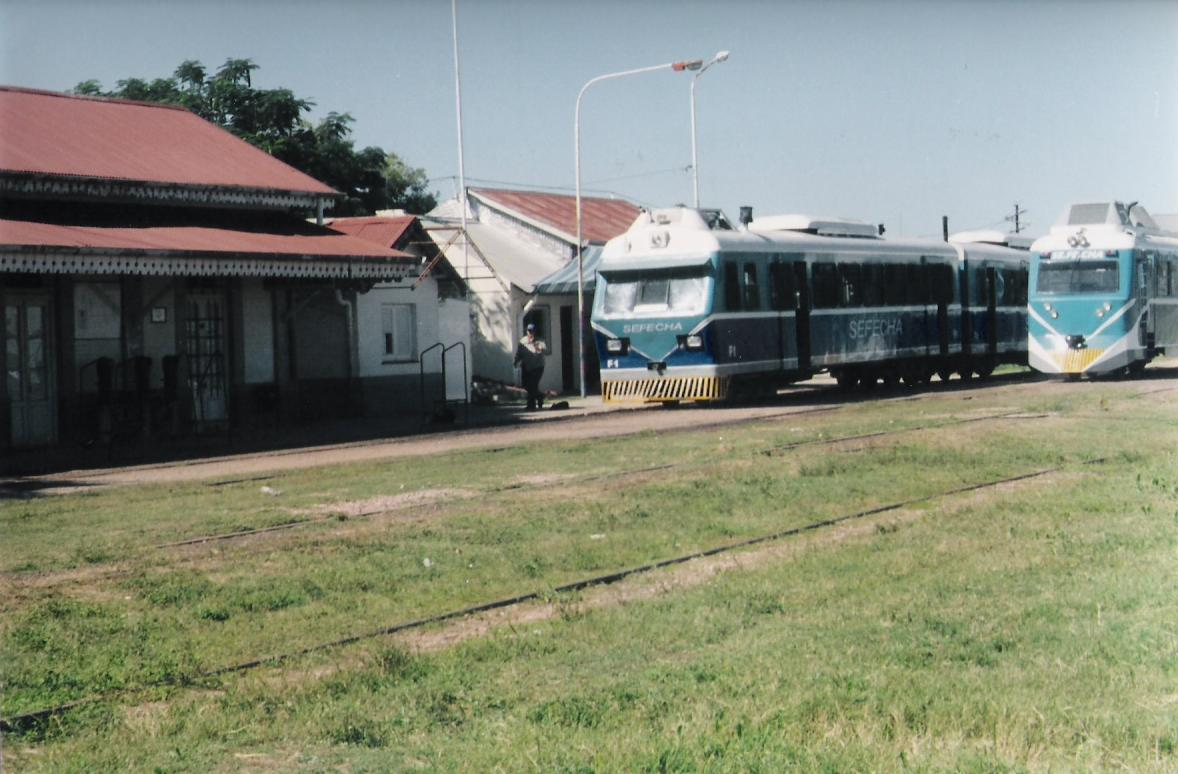
Estación Cacuí
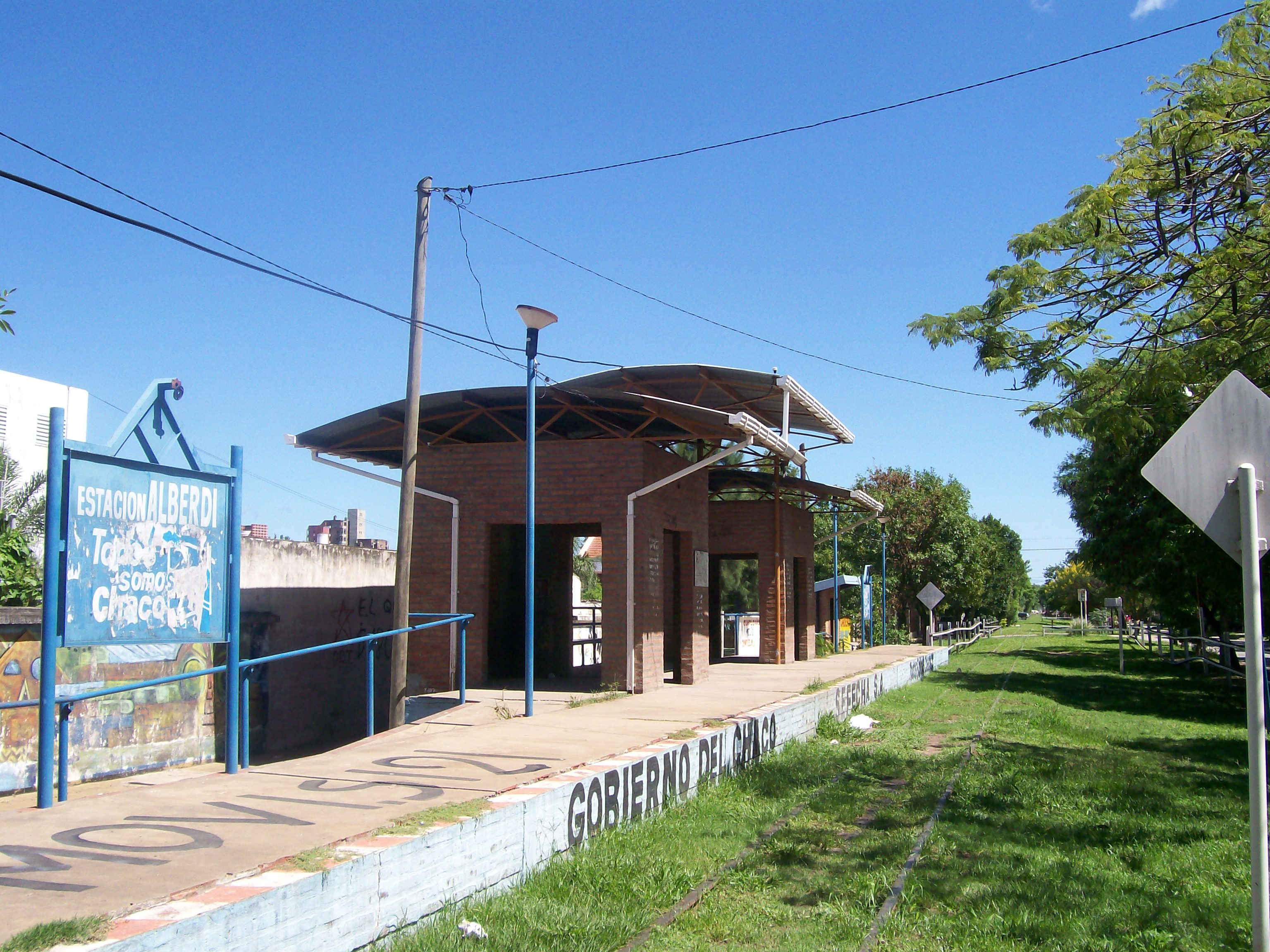
Apeadero Alberdi
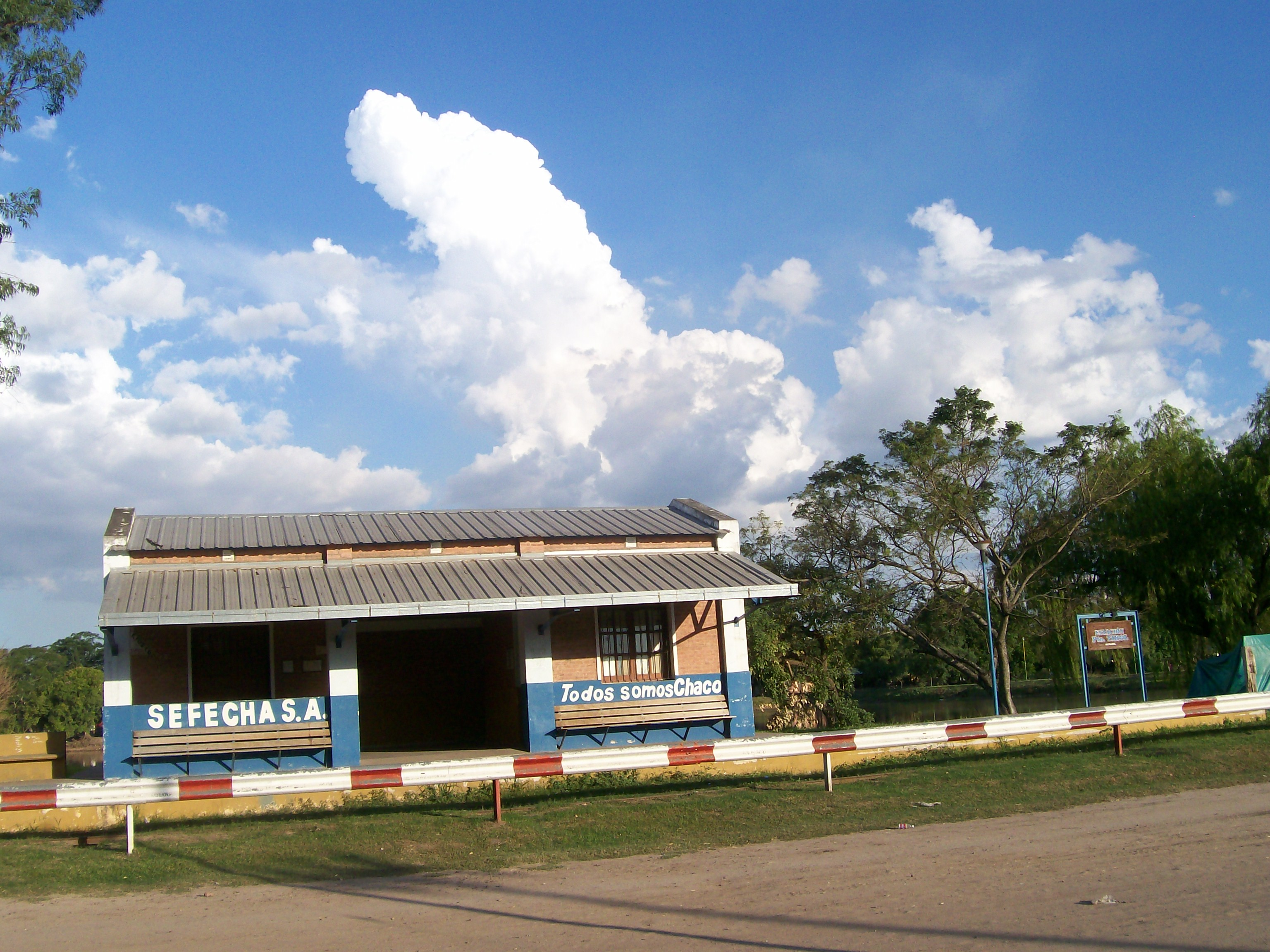
Puerto Tirol, punta de rieles del recorrido diario
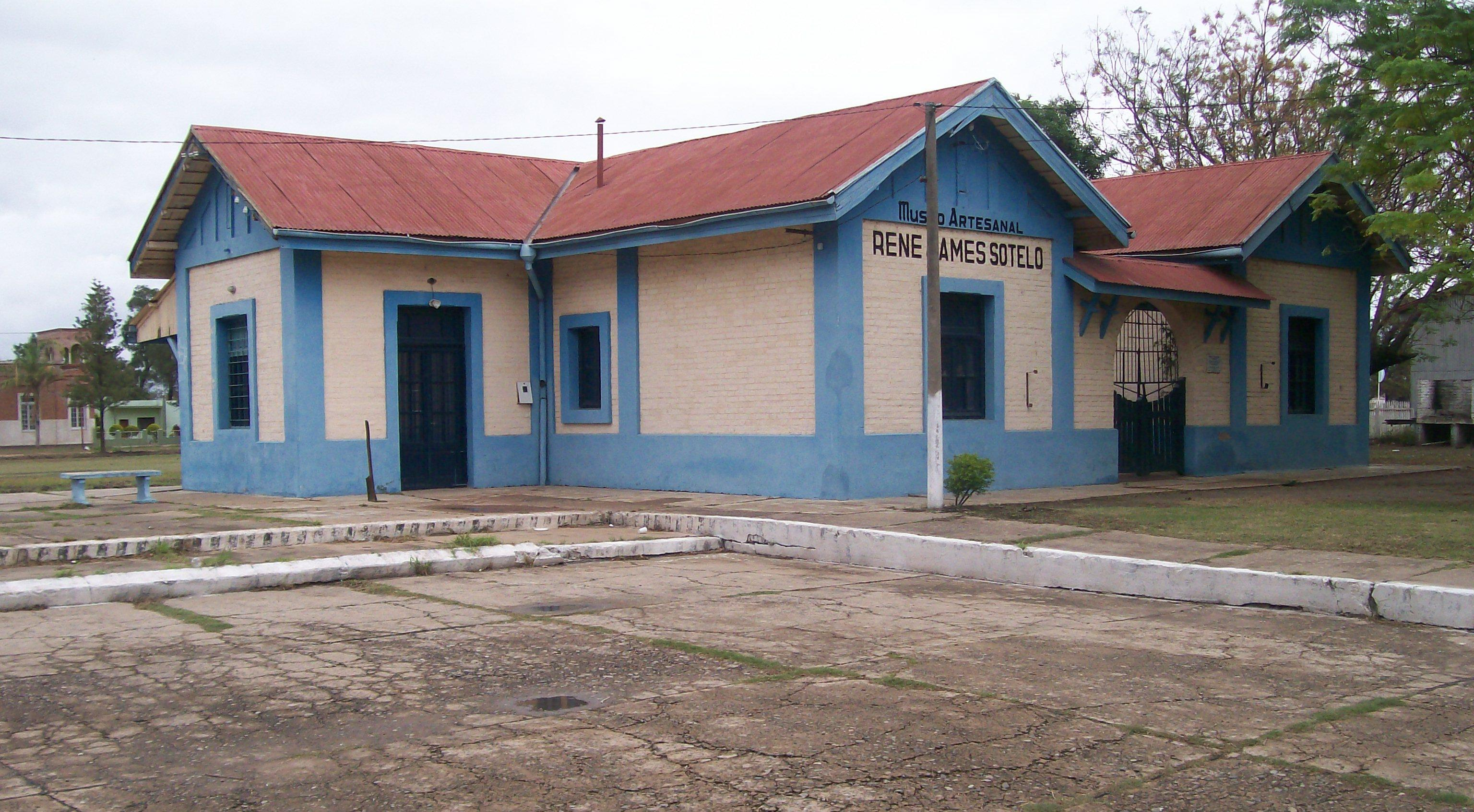
Estación Quitilipi
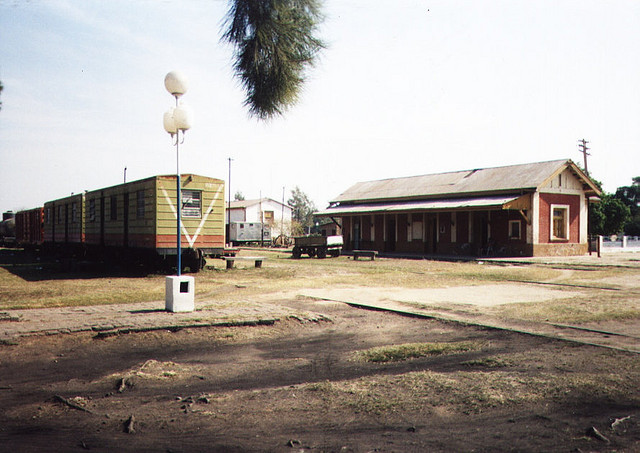
Estación Corzuela